# Glommersträsk
Glommersträsk – miejscowość (tätort) w Szwecji, w regionie administracyjnym (län) Norrbotten, w gminie Arvidsjaur.
Według danych Szwedzkiego Urzędu Statystycznego liczba ludności wyniosła: 231 (31 grudnia 2015), 200 (31 grudnia 2018) i 204 (31 grudnia 2019).